# Nuottivaara - Puhakkasuo
Nuottivaara - Puhakkasuo este o arie protejată (arie specială de conservare — SAC, sit de importanță comunitară — SCI) din Finlanda întinsă pe o suprafață de 479 ha, integral pe uscat.

## Localizare
Centrul sitului Nuottivaara - Puhakkasuo este situat la coordonatele 65°03′51″N 27°54′45″E / 65.0642°N 27.9125°E.

## Înființare
Situl Nuottivaara - Puhakkasuo a fost declarat sit de importanță comunitară în august 1998 pentru a proteja 2 specii de plante. Situl a fost protejat și ca arie specială de conservare în aprilie 2015.

## Biodiversitate
Situată în ecoregiunea boreală, aria protejată conține 10 habitate naturale: Izvoare fino-scandinave și mlaștini produse de izvoare bogate în minerale, Lacuri și iazuri distrofice naturale, Izvoare petrifiante cu formare de travertin (Cratoneurion), Cursuri de apă de la nivel de câmpie la nivel montan, cu vegetație Ranunculion fluitantis și Callitricho-Batrachion, Mlaștini alcaline, Mlaștini turboase de tranziție și turbării mișcătoare, Pante stâncoase silicioase cu vegetație casmofită, Taiga vestică, Păduri fino-scandinave bogate în ierburi cu Picea abies, Mlaștini împădurite.
La baza desemnării sitului se află mai multe specii protejate de  plante (2): Hamatocaulis vernicosus, ochii-șoricelului (Saxifraga hirculus).
Pe lângă speciile protejate, pe teritoriul sitului au mai fost identificate 11 specii de plante, 3 specii de păsări, 5 specii de pești.